# Дженан Гошич
Дженан Ахмед Гошич (босн. Dženan Ahmed Hošić, нар. 13 березня 1976, Сараєво, СФРЮ) — боснійський футболіст, захисник.

## Клубна кар'єра
Спортивна кар'єра Гошича розпочалася в фарм-клубі «Сараєво», ФК «Фамос» (Грасниця), з якого він перейшов в основну команду. У 2000 році він перейшов в «Анжі», з яким виступав у Кубку УЄФА. Дебютував у футболці махачкалинського клубу 27 серпня 2000 року в переможному (1:0) виїзному поєдику 23-го туру Вищого дивізіону проти воронезького «Факела». Дженан вийшов на поле на 89-ій хвилині, замінивши Предрага Ранджеловича. Єдиним голом у футболці російського клубу відзначився 13 квітня 2002 року на 85-ій хвилині нічийного (1:1) домашнього поєдинку 7-го туру РФПЛ проти «Уралана». Гошич вийшов у стартовому складі та відіграв увесь матч. Протягом свого перебування в «Анжі» в РПЛ зіграв 39 матчів та відзначився 1 голом (ще 19 матчів та 1 гол провів у першості дублерів), окрім цього зіграв 4 поєдинки у кубку Росії. В чемпіонаті Польщі дебютував у кольорах «Явожно» 15 березня 2003 року в матчі проти «Островець-Свентокшиський». Після трьох сезонів в «Явожно» він перейшов у клуб з другої ліги, «Заглемб'є» (Сосновець), де відразу став основним гравцем. У польському першому дивізіоні він зіграв в 39 матчах і не забив жодного гола. Напркінці сезону 2007/08 років він відправився на батьківщину. У 2009 році після річної перерви повернувся в «Заглембє» (Сосновець).
Під час гри за польські клуби Гошич не грав у єврокубках. Як і його співвітчизники Хадіс Зубанович й Адмир Аджем протягом 2 років Гошич у складі клубу боровся за вихід до вищої ліги, наприкінці сезону 2007/08 років їм це вдалося.

## Кар'єра в збірній
Зіграв за національну збірну Боснії і Герцеговини один матч.